# Fausto Alvarado Vayas
Fausto Alvarado Vayas fue un pintor, arquitecto, docente y educador ecuatoriano.

## Biografía
Nació en Ambato (provincia de Tungurahua) el 12 de octubre de 1926, el cuarto de los 13 hijos del contador y también educador pelileño José Miguel Alvarado Cruz y de Blanca Vayas Cevallos.

### Estudios
Estudió la primaria y la secundaria en su ciudad natal, de donde pasó a prepararse en la Escuela de Bellas Artes de Quito (la que luego se dividió en Facultad de Artes y en Facultad de Arquitectura de la Universidad Central del Ecuador), en la que estudió también Arquitectura.

### Vida laboral
De regreso en Ambato, fue arquitecto del Municipio y concejal de la ciudad por el partido Acción Revolucionaria Nacionalista Ecuatoriana (ARNE) ―que era dirigido por los políticos conservadores Jorge Luna Yepes y Jorge Crespo Toral―.

## La docencia y la formación de juventudes
Pero su real vocación fue la de profesor, y lo fue de Pintura y de Dibujo en varios colegios de Ambato, como en la Academia Militar Amazonas, el Colegio Nacional Bolívar y el Pensionado Juan León Mera (La Salle). Su principal actividad docente la llevó a cabo en el Colegio Guayaquil, ahora Instituto Tecnológico Superior Guayaquil, del que fue fundador y el «temido» profesor de Dibujo Técnico (estricto y riguroso en la enseñanza); en él, formó varias generaciones de profesionales técnicos y otras tantas de profesores en su materia.
Se jubiló en 1988, habiendo sido el último de los fundadores del colegio en abandonar sus aulas, pero siguió colaborando como profesor particular. Todos sus alumnos lo recuerdan con cariño y respeto pues, a pesar de haber sido «temido» en lo académico, siempre fue un guía en las cuestiones personales y en lo vocacional; muchos de ellos son también profesores hoy en día e insisten en que les es fundamental difundir los valores y las enseñanzas recibidas de su maestro.

### Otras actividades
Entre 1958 y 1966, fue presidente de los clubes deportivos Atenas y Ciclón.
Como pintor, dejó un pequeño pero importante legado de pinturas, además de haber sido autor de los escudos de algunas instituciones, como los del Colegio Nocturno Bolívar y del mismo colegio Guayaquil.
Buen conversador, gran escuchador, le encantaba detenerse a chalar con la gente y compartir una sonrisa o el chascarrillo del momento…, y la gente que lo encontraba le correspondía. Recibía además en su casa a quien buscara consejo, guía o solución a algún problema: sobrinos, exalumnos, vecinos, hermanos, nietos, hijos..., todos solicitaron en algún momento su concurso.
Desde 1991 arrastraba problemas cardiacos, aunque fue en 1999 cuando un infarto cerebral le afectó el habla, lo que, aunque complicó su labor, no hizo que deje su pasión: la enseñanza. Como se puede inferir, estuvo enfermo durante 19 años pero nunca le gustó que se lo notara ni se quejaba de ello: si algún conocido lo encontraba en la calle, él no contaba sus achaques, sino que seguía manteniendo un optimismo que hizo que le ganara a la vida por lo menos cinco años más, pues su corazón, sus pulmones, sus riñones, su cerebro y otros órganos estaban fisiológicamente dañados, razón por la cual los médicos no atinaban a concluir otra cosa que el que se mantuviera con vida no podía ser por otra razón que por su optimismo y que era un milagro patente.
En sus dos últimos meses de vida, se le notaba cansado ya de su constante batallar contra la muerte y, con justicia, quiso descansar y cedió ante ella. La madrugada del jueves 16 de junio de 2010, sufrió su último infarto y, en la mañana del jueves 17 de junio, murió.

## Vida familiar
Se casó en 1952 con Cecilia M. Dávila, quiteña a la que conoció el 5 de agosto de 1949, el día del tristemente célebre terremoto de Ambato, cuando él repartía agua entre los damnificados, y con la que procreó 11 hijos. Se podría decir que el suyo fue un amor telúrico. Además de esta particularidad, algo más que, definitivamente, los unió, era la comunión en la sensibilidad artística pues, mientras él era un dedicado a la plástica, ella era poeta por vocación.
A finales de 1967, cuando su esposa y él habían tenido ya nueve hijos, compraron a la familia Román Montalvo una céntrica casa en Ambato que había sido levantada en el último tercio del siglo XIX, ubicada en las calles Castillo y Cuenca, la cual se convirtió en la clara referencia geográfica para él y para la familia Alvarado Dávila.
El 21 de julio de 1984, perdió al número nueve de sus vástagos, José Ricardo, de apenas 17 años, quien había heredado de él el arte del dibujo y la pintura, así como había heredado también de su madre la inspiración poética. La muerte de su esposa, el 20 de septiembre de 2007, selló más de 55 años de un matrimonio fijado realmente por el amor.

## Referentes familiares en la educación y la docencia
A más de la relación y la influencia directa de su padre en el ejercicio de la enseñanza y la pedagogía, era sobrino bisnieto del destacado jurista ibarreño Víctor Manuel Peñaherrera Espinel Archivado el 28 de junio de 2015 en Wayback Machine., maestro símbolo ecuatoriano, por medio de su bisabuela Florinda Peñaherrera Castelo.
Tataratío suyo fue también el considerado primer historiador de la República: Pedro Fermín Cevallos, hermano de su tatarabuelo Juan Cevallos y Villacreses, quien desempeñó la cátedra de Procedimiento en la Universidad Central. Vínculo menos cercano, aunque vínculo al fin, guarda con otro maestro símbolo ecuatoriano: Federico González Suárez, que era primo segundo de su bisabuela ya citada, Florinda Peñaherrera.